# Белянкин, Геннадий Иванович
Геннадий Иванович Белянкин (26 ноября 1927, Сергач, Нижегородская губерния — 22 августа 2011, Екатеринбург) — российский, советский архитектор, педагог. Народный архитектор СССР (1987). Главный архитектор Екатеринбурга (1973—1996).

## Биография
Родился 26 ноября 1927 года в Сергаче (ныне в Нижегородской области).
Окончил с красным дипломом Свердловское художественное училище в 1952 году. В 1952—1958 годах — преподаватель рисунка, живописи и композиции Свердловского художественного училища. В 1958 году окончил Уральский политехнический институт имени С. М. Кирова.
В 1958—1972 годах работал в институте «Свердловскгражданпроект», архитектор.
В 1962 году стал членом Свердловской организации Союза архитекторов РСФСР. В течение многих лет вёл студию живописи и рисунка в Свердловской организации Союза архитекторов СССР, был членом Правления. В течение 4 лет на общественных началах работал главным художником Свердловска.
С 1973 по 1996 год — главный архитектор Свердловска/Екатеринбурга.
С 1996 и до последних дней жизни — главный архитектор института «УралНИИпроект РААСН».
Много времени уделял воспитанию молодых архитекторов, являясь на протяжении многих лет председателем государственной аттестационной комиссии на защите дипломов у архитекторов в УралГАХА.
Академик Российской академии архитектуры и строительных наук (1994). Председатель Президиума Свердловского отделения Российской академии архитектуры и строительных наук, которое было создано его трудами.
В 1973 году избирался депутатом Свердловского городского Совета депутатов трудящихся.
Скончался 22 августа 2011 года в больнице Екатеринбурга. Похоронен на Широкореченском кладбище.

## Награды и звания
- Заслуженный архитектор РСФСР (1973)
- Народный архитектор СССР (1987)
- Две премии Совета Министров СССР (в том числе за проектирование Дворца молодежи в Свердловске, построенного в 1973 году).

## Постройки

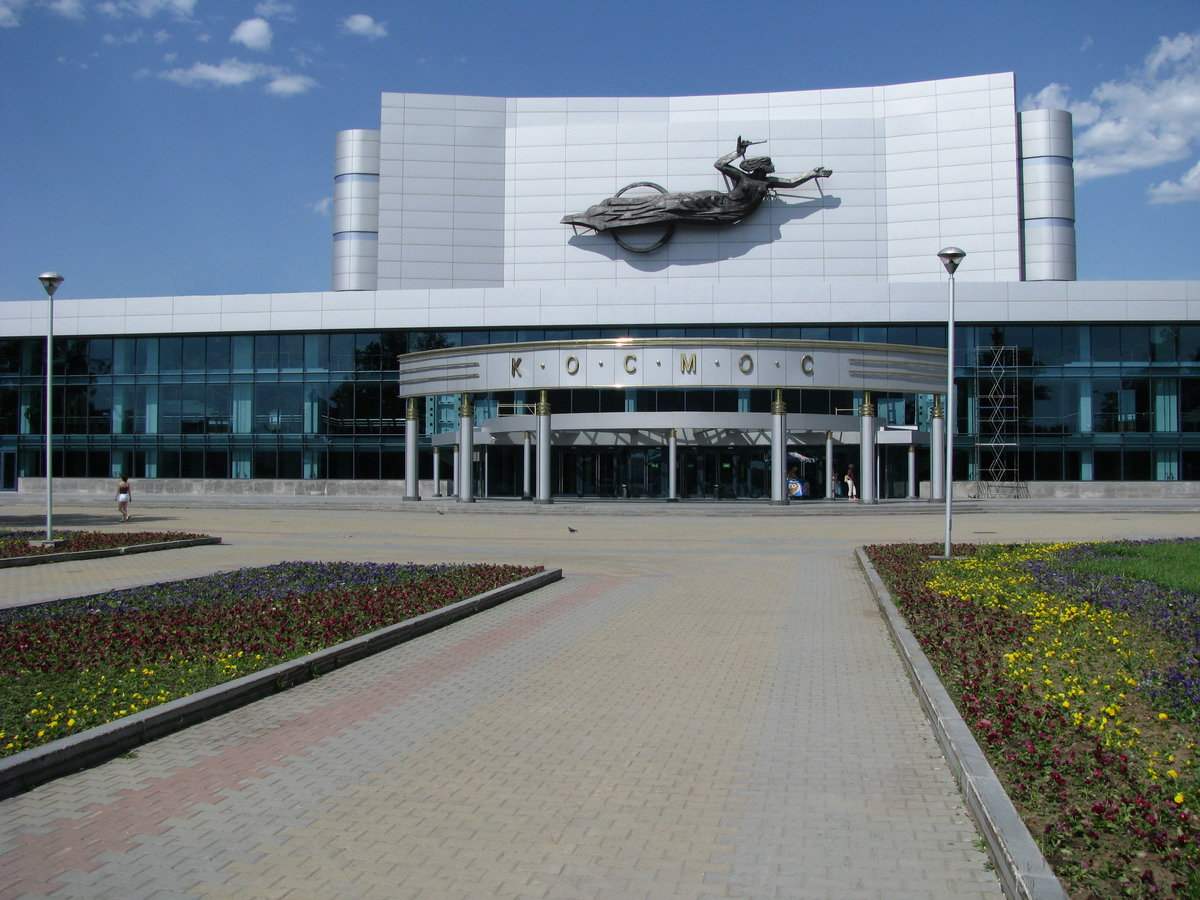
Киноконцертный театр «Космос», Екатеринбург
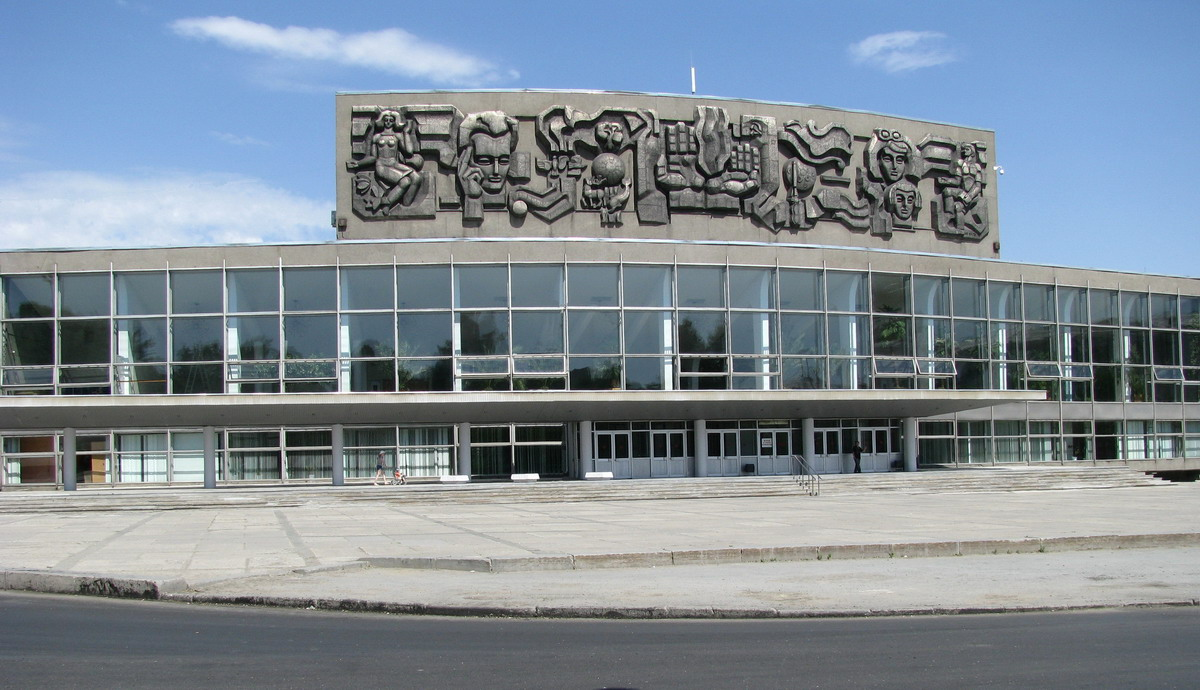
Дворец молодёжи, Екатеринбург
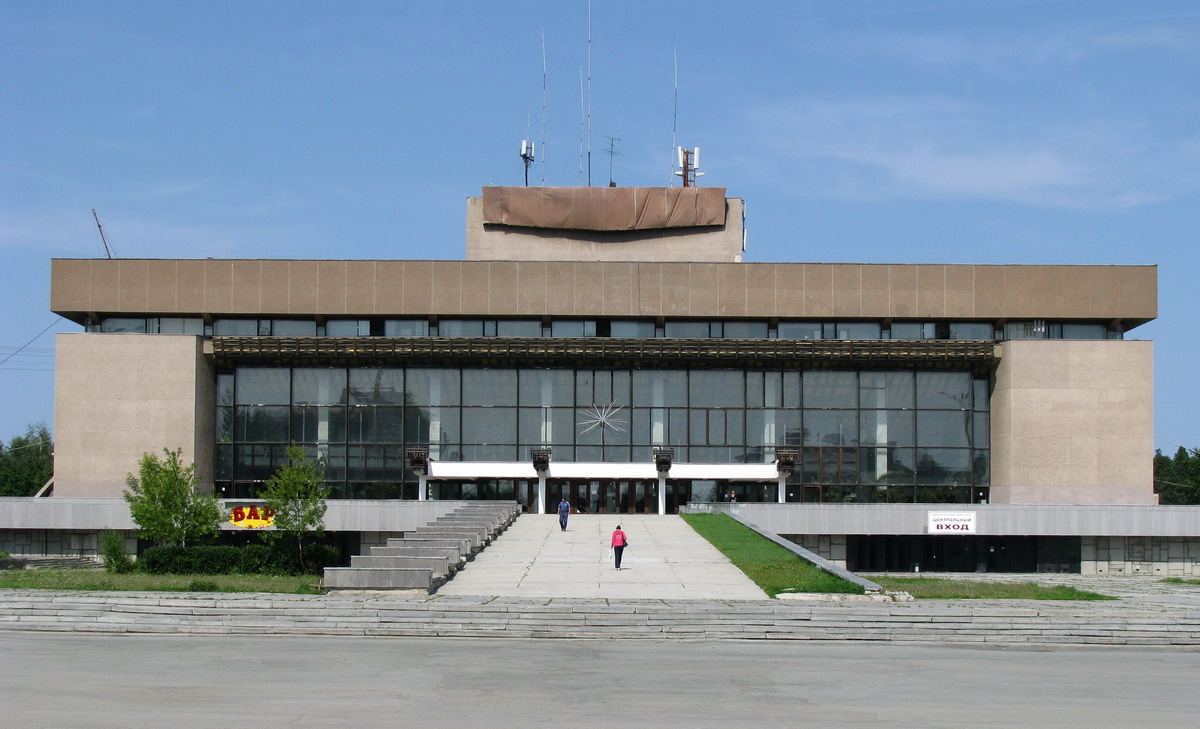
ДК Уралмаш, Екатеринбург
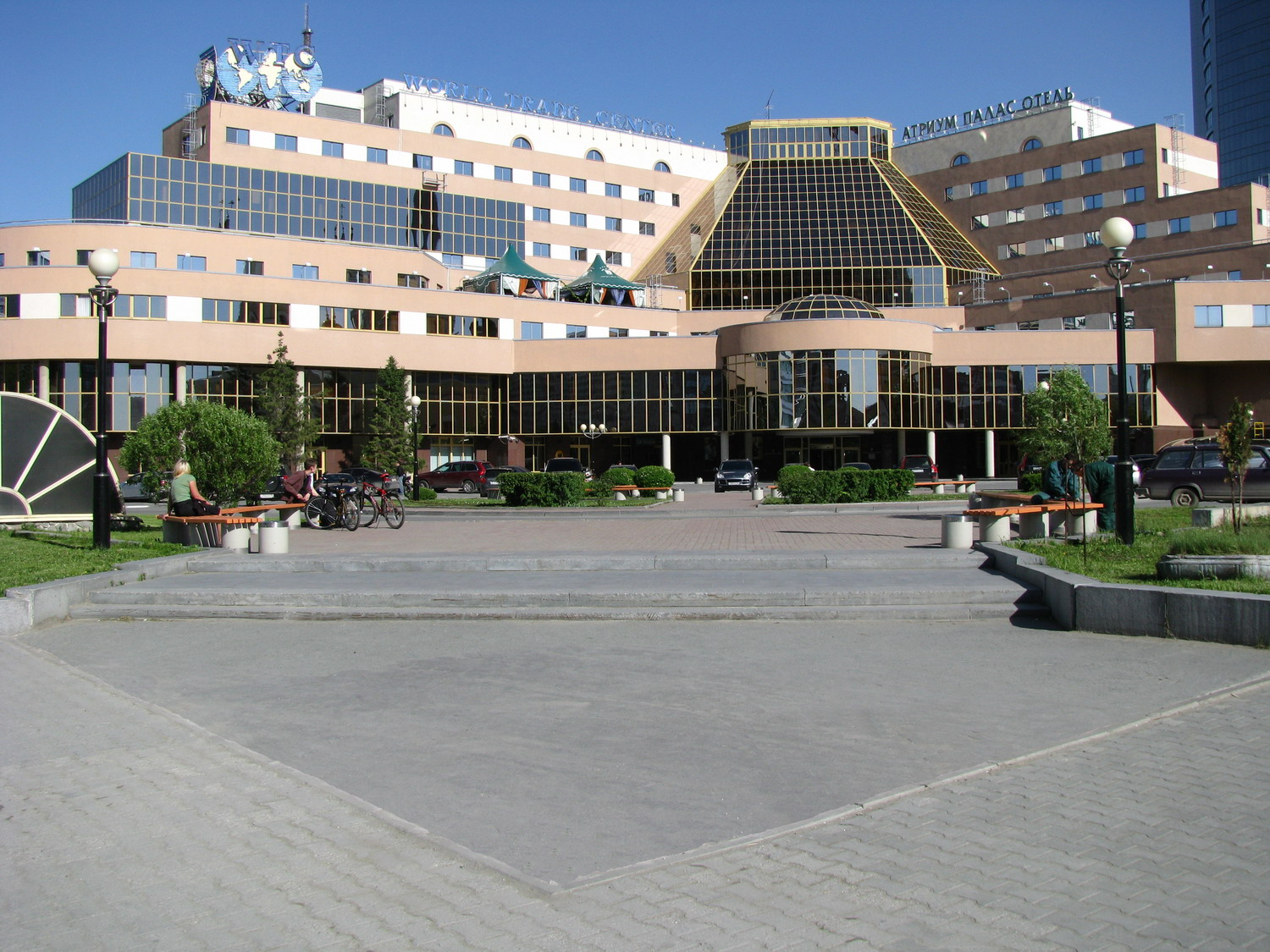
Атриум Палас Отель, Екатеринбург
Памятник В. И. Ленину, Курган
Памятник воинам Уральского добровольческого танкового корпуса, Екатеринбург
Памятник Г. К. Жукову, Екатеринбург
Памятник Н. И. Кузнецову, Екатеринбург
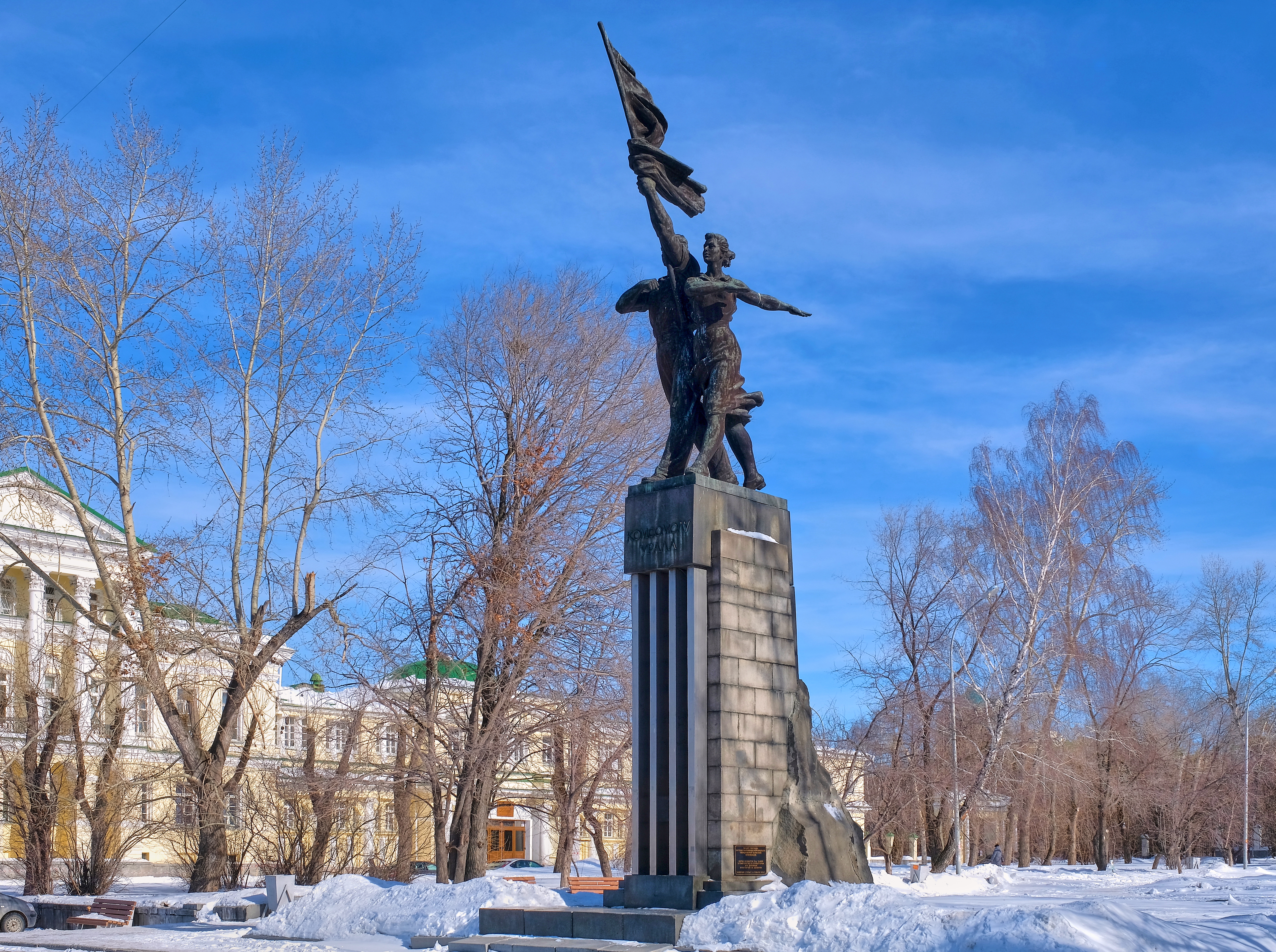
Памятник Комсомолу Урала, Екатеринбург